# Vandenesse
Vandenesse é uma comuna francesa na região administrativa de Borgonha-Franco-Condado, no departamento Nièvre. Estende-se por uma área de 31,36 km². Em 2010 a comuna tinha 302 habitantes (densidade: 9,6 hab./km²).